# Iwate (prefectuur)

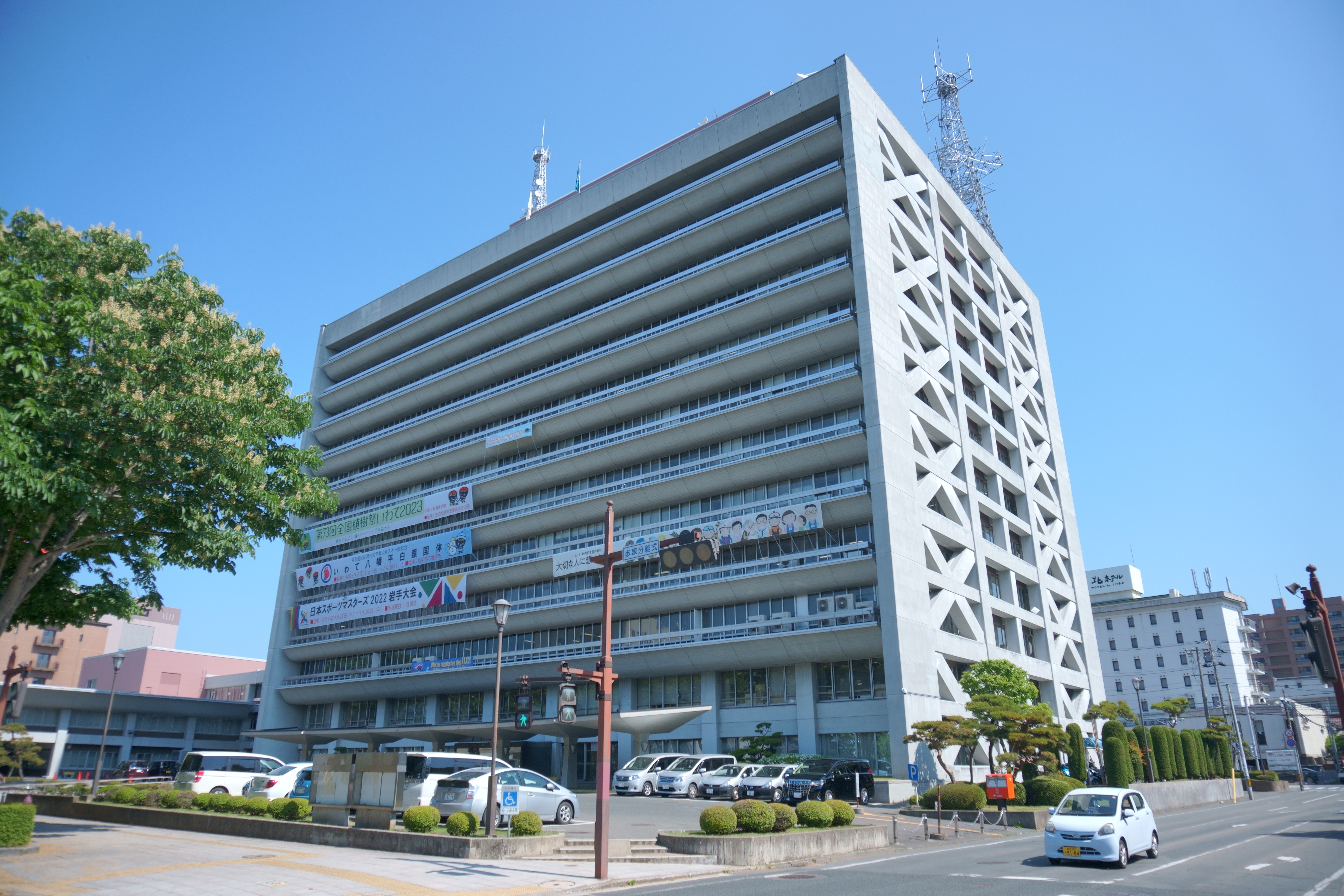
De zetel van de prefectuur Iwate.

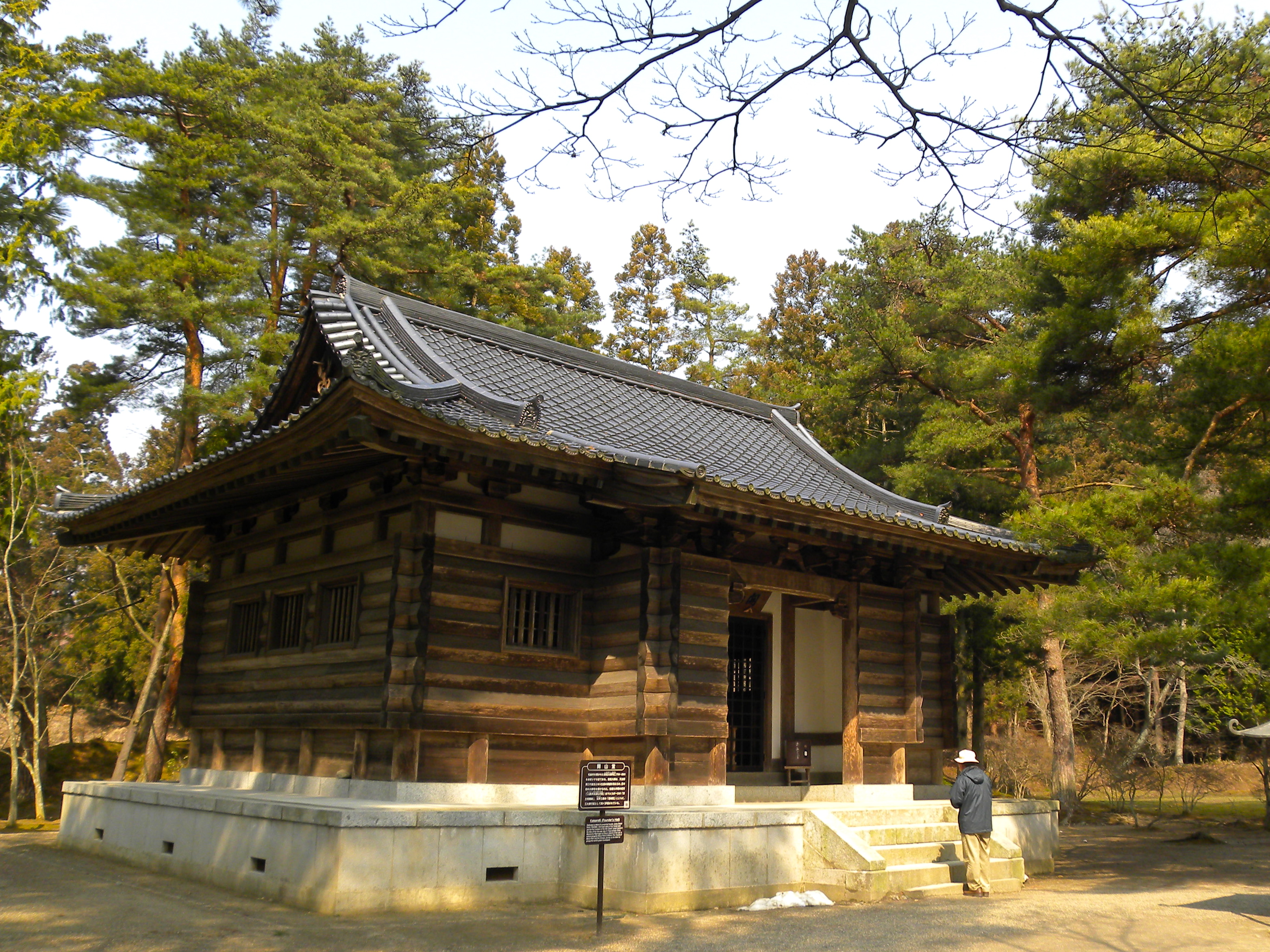
Motsu-tempel.

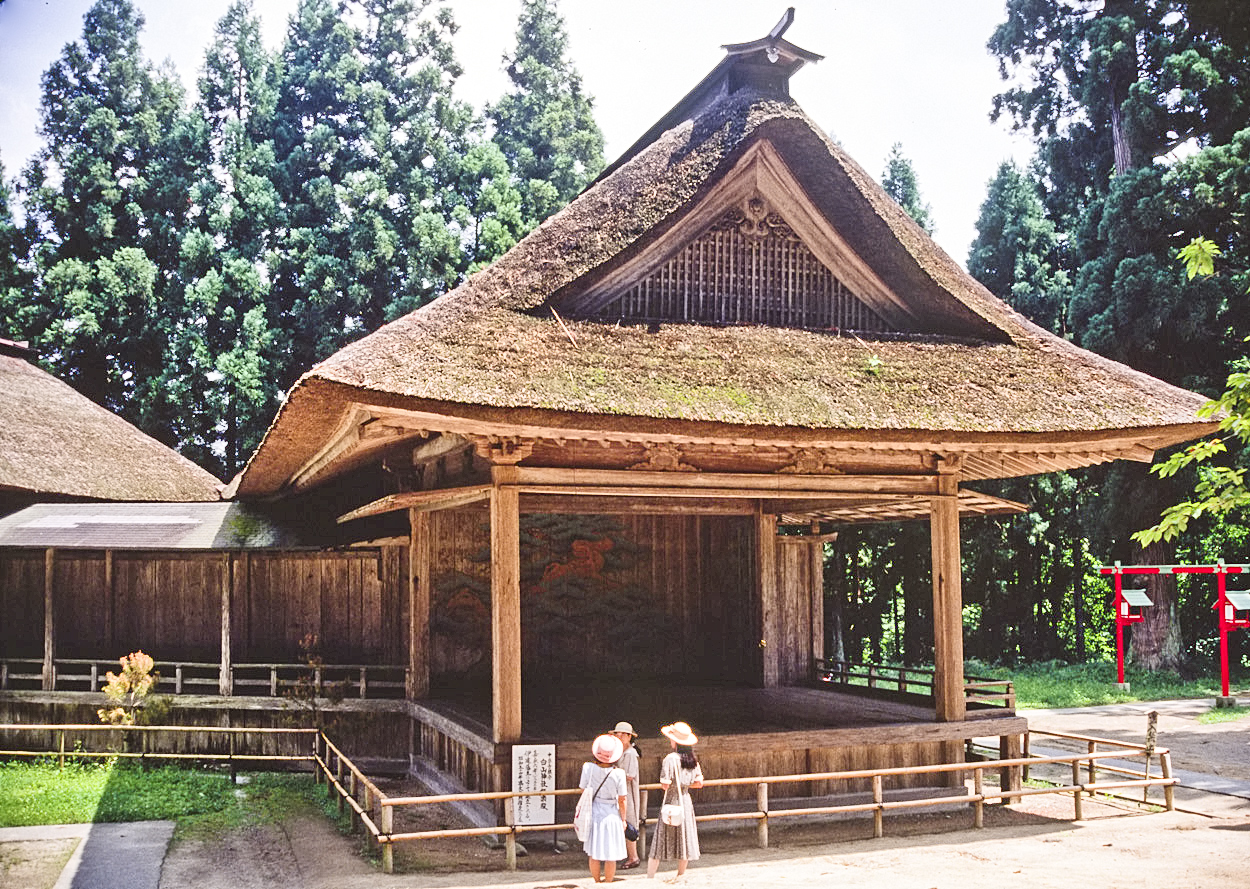
De Chuson-tempel.

De prefectuur Iwate (Japans: 岩手県, Iwate-ken) is een Japanse prefectuur in de regio Tohoku in Honshu. Iwate heeft een oppervlakte van 15.278,85 km² en had op 1 maart 2008 een bevolking van ongeveer 1.360.344 inwoners. De hoofdstad is de stad Morioka.

## Geschiedenis
Iwate maakte historisch gezien deel uit van de voormalige Japanse provincie Mutsu. Het werd rond het jaar 800 in de invloedssfeer van het keizerrijk gebracht.

## Geografie
De prefectuur Iwate wordt in het oosten begrensd door de Stille Oceaan, in het noorden door de prefectuur Aomori, in het westen door de prefectuur Akita en in het zuiden door de prefectuur Miyagi.
De administratieve onderverdeling is als volgt:

### Zelfstandige steden (市) shi
Er zijn 14 steden in de prefectuur Iwate.
- Hachimantai
- Hanamaki
- Ichinoseki
- Kamaishi
- Kitakami
- Kuji
- Miyako
- Morioka (hoofdstad)
- Ninohe
- Ofunato
- Ōshū
- Rikuzentakata
- Takizawa
- Tono

### Gemeenten (郡 gun)
De gemeenten van Iwate, ingedeeld naar district:
| District    | Gemeenten                            |
| ----------- | ------------------------------------ |
| Higashiiwai | Fujisawa                             |
| Isawa       | Kanegasaki                           |
| Iwate       | Iwate - Kuzumaki - Shizukuishi       |
| Kamihei     | Otsuchi                              |
| Kesen       | Sumita                               |
| Kunohe      | Karumai - Kunohe - Noda - Hirono     |
| Ninohe      | Ichinohe                             |
| Nishiiwai   | Hiraizumi                            |
| Shimohei    | Fudai - Iwaizumi - Tanohata - Yamada |
| Shiwa       | Shiwa - Yahaba                       |
| Waga        | Nishiwaga                            |

### Fusies
(Situatie op 1 januari 2019) 
Zie ook: Gemeentelijke herindeling in Japan
- Op 6 juni 2005 werden de gemeenten Taro en Niisato van het District Shimohei aangehecht bij de stad Miyako.
- Op 1 september 2005 werden de gemeenten Ashiro, Nishine en Matsuo van het District Iwate samengevoegd om de nieuwe stad Hachimantai te vormen.
- Op 20 september 2005 ontstond de nieuwe stad Ichiniseki uit de fusie van de voormalige stad Ichinoseki met de gemeenten Daito, Higashiyama, Senmaya, Kawasaki, Murone (allen van het District Higashiiwai) en de gemeente Hanaizumi uit het District Nishiiwai.
- Op 1 oktober 2005 werd de gemeente Miyamori van het District Kamihei aangehecht bij de stad Tono.
- Op 1 november 2005 fuseerden de gemeenten Yuda en Sawauchi van het District Waga tot de nieuwe gemeente Nishiwaga.
- Op 1 januari 2006 werden de gemeenten Ishidoriya en Ohasama (van het District Hienuki) en de gemeente Towa (van het District Waga) aangehecht bij de stad Hanamaki. Door deze fusie hield het District Hienuki op te bestaan .
- Op 1 januari 2006 werd de gemeente Joboji van het District Ninohe aangehecht bij de stad Ninohe.
- Op 1 januari 2006 werden de gemeenten Ono en Taneichi (beide behorende tot het District Kunohe) aangehecht bij de gemeente Hirono.
- Op 10 januari 2006 werd de gemeente Tamayama van het District Iwate aangehecht bij de hoofdstad Morioka.
- Op 20 februari 2006 smolten de steden Esashi en Mizusawa samen met de gemeenten Maesawa, Isawa en Koromogawa van het District Isawa tot de nieuwe stad Ōshū.
- Op 6 maart 2006 werd de gemeente Yamagata van het District Kunohe aangehecht bij de stad Kuji.
- Op 1 januari 2010 werd de gemeente Kawai (district Shimohei) aangehecht bij de stad Miyako.[2]
- Op 26 september 2011 werd de gemeente Fujisawa van het district Higashiiwai aangehecht bij de stad Ichinoseki. Het district Higashiiwai verdween na deze fusie.[3]
- Op 1 januari 2014 werd het dorp Takizawa benoemd tot stad.

## Bezienswaardigheden
- Chuson-tempel
- Motsu-tempel